# صرع جزئي

فصوص الدماغ:
الفص الصدغي Temporal lobe
الفص القذالي Occipital lobe
الفص الجداري Parietal lobe
الفص الجبهي Frontal lobe

الصرع الجزئي (بالإنجليزية: Partial seizure)‏ والاسم الحديث له الصرع البؤري (بالإنجليزية: Focal seizures)‏ ويُسمّى أيضاً الصرع المُتموضع (بالإنجليزية: localized seizures)‏. هو الصرع الذي يُصيب نصف كرة واحدة من الدماغ ، وهو عبارة عن مجموعة من النوبات التي لا يفقد فيها المريض الوعي بل يكون مدركا خلال النوبة وما بعدها ، ويستطيع المريض أن يصف النوبة كاملة. ويمكن لنوبة الصرع أن تنتهي بنهاية النوبة الجزئية ويمكن أن تتطور إلى نوبة صرع كلية صغيرة أو كبيرة.
ينقسم الدماغ إلى نصفي كرة مخّية، في كل نصف كرة مخّية يوجد أربعة فصوص هي: الجبهي، الصدغي، الجداري والقذالي.
تنشأ نوبة الصرع الجزئي في جزء من الدماغ ثم تؤثر على نصف الكرة المخّية كله أوعلى جزء من أحد فصوصه. وتختلف الأعراض وفقا للمكان الذي يحدث فيه الصرع:
1. في الفص الجبهي قد تشمل الأعراض الإحساس بما يشبه مرور موجة في الرأس.
2. في الفص الصدغي، يكون شعور «وهم سَبق الرؤية» (بالفرنسية: Déjà vu)‏.
3. في الفص الجداري يكون شعور خدر أو وخز.
4. وفي الفص القذالي يكون اضطراب بصري أو هلوسة.[6]

ينقسم الصرع الجزئي إلى فئتين رئيسيتين:
1. الصرع الجزئي البسيط.
2. الصرع الجزئي المركَّب.

في الصرع الجزئي البسيط، قد يتأثر جزء صغير من الفصوص ولكن يظل الشخص واعيا. وهذا غالبا ما يكون تمهيدا لنوبة أكبر مثل الصرع الجزئي المركَّب. عندما يكون هذا هو الحال، تُسمى النوبة الجزئية البسيطة باسم أورة.
يؤثر الصرع الجزئي المركَّب على جزء أكبر من نصف كرة المخّية بالمقارنة مع الصرع الجزئي البسيط، وقد يفقد الشخص الوعي.
إذا امتدّ الصرع الجزئي وانتشر من نصف الكرة المخّية إلى الجانب الآخر من الدماغ (نصف الكرة المخّية المقابل)، فإن ذلك يؤدي إلى نوبة صرع عامة على نحو ثانوي، فيصبح الشخص فاقداً للوعي وربما تحدث له نوبة صرع كُبرَى.
إذا حدثت نوبات صرع جزئي متعددة وغير محفَّزة، فتلك الحالة تعرف باسم صرع الفص الصدغي.

## الصرع الجزئي البسيط

صورة متحركة تُبيِّن الفص الجداري الأيسر لدى الإنسان، ملون باللون الأحمر.

صورة متحركة تُبيِّن الفص الجبهي الأيسر لدى الإنسان، ملون باللون الأحمر.

صورة متحركة تُبيِّن الفص القذالي الأيسر لدى الإنسان، أنواع التشنجات:ملون باللون الأحمر.

صورة متحركة تُبيِّن الفص الصدغي الأيسر لدى الإنسان، ملون باللون الأحمر.

الصرع الجزئي البسيط هو نوبة الصرع التي تؤثر فقط على منطقة صغيرة من الدماغ، وغالبا ما تكون الفص الصدغي أو الحصين (قرن آمون). المرضى المصابون بنوبات صرع جزئية بسيطة تحتفظ بالوعي أثناء النوبة. النوبات الجزئية البسيطة غالبا ما تسبق نوبات صرع أكبر، حيث ينتشر النشاط الكهربائي غير الطبيعي إلى مساحة أكبر من الدماغ أو الدماغ كله، مما يؤدي عادة إلى نوبة جزئية مركَّبة أو نوبة صرع كبرى. هذه الحالة تُسمّى: أورة.

### تقديم
النوبات الجزئية البسيطة هي تجربة شخصية جدا، وأعراض الصرع الجزئي البسيط تختلف اختلافا كبيراً بين الناس. يرجع ذلك إلى المواقع المختلفة من الدماغ التي ينشأ منها الصرع على سبيل المثال: الصرع الرولاندي. قد يصيب البعض نوبة صرع جزئية بسيطة دون أن يلاحظها أحد أو يرفضها المعانين (المرضى) على أنها مجرد «دور مضحك». تبدأ النوبات الجزئية البسيطة عادة فجأة وهي قصيرة جدا، وعادة ما تستمر 60 إلى 120 ثانية.

#### النوبة أثناء الوعي
يكون المريض في كامل وعيه حين تأتيه النوبة الجزئية البسيطة، وتكون بعض الأعراض الشائعة لها كما يلي:
- الحفاظ على الوعي.
- المشاعر المفاجئة وغير القابلة للتفسير من الخوف والغضب والحزن والسعادة أو الغثيان.
- الإحساس بالسقوط أو بالحركة.
- تجربة شعور غير عادي أو أحاسيس غير عادية.
- شعور متغير بالسمع، أو الرائحة، أو التذوق، أو الرؤية، أو الإدراك عن طريق اللمس (أوهام حسية أو هلوسة)، أو الشعور بأن البيئة المحيطة ليست حقيقية (تبدد الواقع) أو الانفصام عن البيئة أو عن الذات (تبدد الشخصية).
- الشعور بالتشوه المكاني - الأشياء القريبة تبدو وكأنها من مسافة قريبة.
- «وهم سَبق الرؤية» (بالفرنسية: Déjà vu)‏ (الألفة) أو «المألوف المنسي» (بالفرنسية: Jamais vu)‏ (عدم الألفة).
- ثقل القدرة على الكلام أو عدم القدرة على الكلام على الإطلاق.
- عادة ما يمكن تذكر النوبة بالتفصيل.

#### النوبة أثناء النوم
عندما تحدث النوبة أثناء النوم، فإن الشخص غالبا ما يكون شبه واعٍ ويتصرف مع الحلم أثناء الانخراط مع البيئة الحقيقية حوله وكأنه شخص طبيعي. عادة ما تظهر له الكائنات المحيطة والأشخاص حوله بطريقة طبيعية أو مشوهة قليلا، وسوف يكون قادراً على التواصل معهم بطريقة طبيعية. ومع ذلك، بما أن الشخص لا يزال يتصرف في حالة تشبه الحلم الذي استيقظ منه، فإنه يستوعب أي هلوسة أو أوهام يشعر بها فتظهر في تصرفاته، وغالبا ما يتحدث إلى شخص يراه في هلوسته أو يتحدث عن الأحداث أو الأفكار التي تتعلق عادة بالحلم الذي كان لديه أو هلوسات أخرى.
في حين تشمل الأعراض نائما:
- تكون البداية عادة بنوم حركة العين السريعة.
- تكون حالة الشخص كأنه في حلم.
- الظهور كأنه بوعي الكامل.
- الهلوسة أو الأوهام.
- السلوك أو الرؤية كما في الأحلام.
- القدرة على الانخراط مع البيئة وغيرها من الناس كما لو كان في وعي كامل، وعلى الرغم من أذلك، غالبا ما يتصرف بشكل غير طبيعي، أو بشكل غير منتظم، أو الفشل في أن يكون متماسكاً.
- فقدان الذاكرة الكامل أو فقدان استيعاب الذاكرة كما لو كان حلما طبيعيا عند استعادة الوعي الكامل.

على الرغم من أن الهلوسة قد تحدث خلال النوبة الجزئية البسيطة، إلا أنها تختلف عن الأعراض الذهانية بدليل أن الشخص عادة ما يدرك أن الهلوسة ليست حقيقية.

### الصرع الجاكسوني
الصرع الجاكسوني (أول من اكتشفه الطبيب الإنكليزي جاكسون) (بالإنجليزية: Jacksonian seizure)‏ أو الزحف الجاكسوني (بالإنجليزية: Jacksonian march)‏ ويُسمى أيضاً الصرع الحركي لأنه يتحرك من موضع لآخر خلال النوبة الواحدة.
الصرع الجاكسوني هو ظاهرة انتشار نوبة جزئية بسيطة من الاختلاج العضلي أو الرجفان وحيد الجانب  فتبدأ النوبة من الجزء البعيد لنهاية أحد أطراف الشخص مثلاً الفم أو الإبهام أو إصبع القدم الكبير ، أو في عضلات إحدى زاويتي الفم أو في الأجفان أو في إحدى أصابع اليد كالإبهام  ثم يزحف الاختلاج وينتقل تدريجيا في نفس الناحية المماثلة من الجسم أي على نفس الجانب من الجسم.
يبدأ الصرع الجاكسوني في موضع ما من الدماغ ثم يتَدَرّج في الدماغ، الأمر الذي يؤدي إلى «تحرك» العرض (الرجفان أو الاختلاج) من مكان إلى آخر في الجسم أثناء نفس النوبة [بحاجة لمصدر].

#### أصل التسمية
سميت هذا النوع من التشنجات على اسم مكتشفها، جون هيولينغز جاكسون (بالإنجليزية: John Hughlings Jackson)‏، وهو طبيب أعصاب إنجليزي، أدت دراساته إلى اكتشاف نقطة بدء النوبة الصرعية (في قشرة المخ الحركية الأساسية) في عام 1863.

## الصرع الجزئي المركَّب
الصرع الجزئي المركَّب هو نوبة صرعية ترتبط بنصف كرة مخية من جانب واحد فقط، وتسبب ضعف الوعي أو ضعف الاستجابة.

### تقديم
غالبا ما يسبق النوبات البؤرية المركَّبة اضطرابُ الأورة. اضطرابُ الأورة هو نوبة صرع جزئي بسيط. قد يظهر اضطرابُ الأورة كشعور «وهم سَبق الرؤية» (بالفرنسية: Déjà vu)‏، «المألوف المنسي» (بالفرنسية: Jamais vu)‏ أي (لم أره من قبل) وهي حالة نفسية يكون فيها الإنسان غير قادر على تذكر شيء مألوف له، أو شعور الخوف، أو شعور النشوة والابتهاج، أو اختلال الهوية [بحاجة لمصدر أفضل].
قد يحدث اضطرابُ الأورة أيضا كاضطراب بصري، مثل الرؤية النفقية (بالإنجليزية: Tunnel vision)‏ أو تغيير في الحجم المتصور للأشياء. وبمجرد بدء حدوث ضعف في الوعي، يمكن للشخص أن يتصرف آلياً مثل لعق الشفاه، المضغ أو البلع. قد يكون هناك أيضا فقدان للذاكرة المحيطة بحدوث النوبة. قد يظل الشخص قادرا على أداء مهام روتينية مثل المشي، على الرغم من أن هذه الحركات ليست هادفة لشئ ما أو مقصودة، حتى أن من يرى المريض في هذه الحالة لا يشك بأن هناك شيء خاطئ يحدث.
قد تنشأ النوبات البؤرية المركَّبة من أي فص في الدماغ. تنشأ النوبات البؤرية المركَّبة الأكثر شيوعا من الفص الصدغي المتوسط، وخاصة من اللوزة الدماغية، الحصين (قرن آمون) (cornu Anmonis)، ومناطق القشرة المخية الحديثة (neocortical).
التصلب الصدغي الإنسي (Mesial temporal sclerosis) هو إحدى اضطرابات الدماغ الشائعة المصاحبة للصرع الجزئي المركَّب. التصلب الصدغي الإنسي هو نمط معين من فقدان خلايا الحصين (قرن آمون) العصبية، يرافقه فساد دبقي عصبي (gliosis) للحصين، وضمور. تحدث النوبات الجزئية المركَّبة عندما يسبب نشاط الدماغ الكهربائي المفرط والمتزامن ضعف الوعي والاستجابة. وقد ينتقل النشاط الكهربائي غير الطبيعي إلى بقية الدماغ ويسبب نوبة صرع كبرى (Tonic-Clonic Seizure).

## الأنواع التشنجات
أنواع التشنجات هي:

### تشنجات حركية
- تشنجات حركية (Motor Seizure)، وهي تشنجات عضلية تبدأ بجزء من الإبهام أو جزء من اليد وتظل كذلك أو تتطور لتشمل العضو الكامل وتمتد إلى العضو الذي يجاوره مثل حركة تشنجية بالإبهام ثم تتطور لتشمل اليد ثم الذراع ثم الوجه وهكذا.

### التشنجات المرافقة لارتفاع الحرارة
- التشنجات المرافقة لارتفاع الحرارة (Febrile Seizure)، وهي تحدث للأطفال بين عمر 3 أشهر و6 سنوات. وتحدث النوبة بمجرد ارتفاع درجة الحرارة عن المعدل الطبيعي، وعادة تكون نتائج الفحص الطبي وتخطيط المخ طبيعية. وتتوقف هذه التشنجات، عادة، بعد عمر ست سنوات.

### النوبات التشنجية المصاحبة
- النوبات التشنجية المصاحبة التي تصاحب أمراضا معينة مثل انخفاض نسبة السكر بالدم، وتسمم الحمل، والارتفاع المفاجئ لضغط الدم، وتعاطي الكحول أو المخدرات، ومع بعض الأدوية.

### النوبات التشنجية معين
- النوبات التشنجية عند مزاولة نشاط معين مثل القراءة، وسماع الموسيقى، والرياضة. وعادة ما تمثل هذه التشنجات نوعا من أنواع الصرع الجزئي.[25][26]

## العلاج
العلاج في البداية يكون بعدة طرق أهمها العلاج بالعقاقير المضادة للتشنج والعلاج بالعقاقير هو الخيار الأول والأساسي. وهناك العديد من العقاقير المضادة للصرع. وفي نوفمبر (تشرين الثاني) 2015، صادقت إدارة الغذاء والدواء الأميركية «FDA» على إصدار مستحضر صيدلي جديد باسم «Aptiom» لعلاج الأشخاص البالغين الذين يصابون بنوبات الصرع «partial seizures» والحدّ من التشنجات المصاحبة له.